# Mesoplodon bidens
Il mesoplodonte di Sowerby (Mesoplodon bidens) è un cetaceo odontoceto della famiglia Ziphiidae. È stato il primo mesoplodonte ad essere stato descritto. Il suo nome, bidens, è dovuto ai due denti presenti sulla mandibola, caratteristica, questa, che è risultata poi molto comune tra i membri di questo genere.

## Descrizione fisica

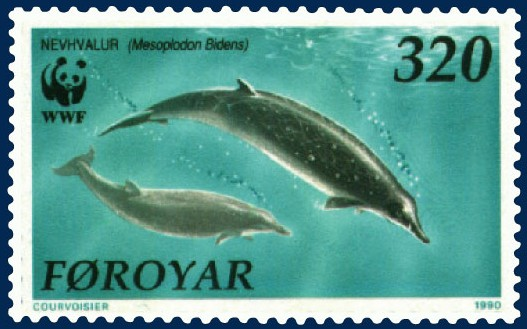
Francobollo raffigurante due mesoplodonti di Sowerby

Il mesoplodonte di Sowerby presenta la caratteristica forma del corpo dei membri del suo genere e il maschio si riconosce facilmente per la coppia di denti situati piuttosto all'indietro della bocca. Il rostro di questo zifide è abbastanza lungo e il melone è leggermente convesso. Ha una colorazione grigia con un'ombreggiatura più chiara sul dorso e frequentemente presenta (nei maschi) morsi e cicatrici provocati dai denti dello squalo cookie-cutter. Le femmine di questo cetaceo raggiungono i 5 metri e i maschi i 5,5 e pesano 1000-1300 chilogrammi. Il periodo di gestazione si protrae per 12 mesi e alla nascita il piccolo è lungo 2,4-2,7 metri e pesa circa 185 chilogrammi.

## Popolazione e distribuzione
Il mesoplodonte di Sowerby è diffuso da Nantucket al Labrador nell'Atlantico occidentale e da Madera al mar di Norvegia nell'Atlantico orientale. Vive generalmente in acque profonde dai 200 ai 1500 metri. Non è mai stata fatta alcuna stima della popolazione. Nel Mediterraneo l'unico avvistamento è avvenuto al largo di Caprera.

## Comportamento

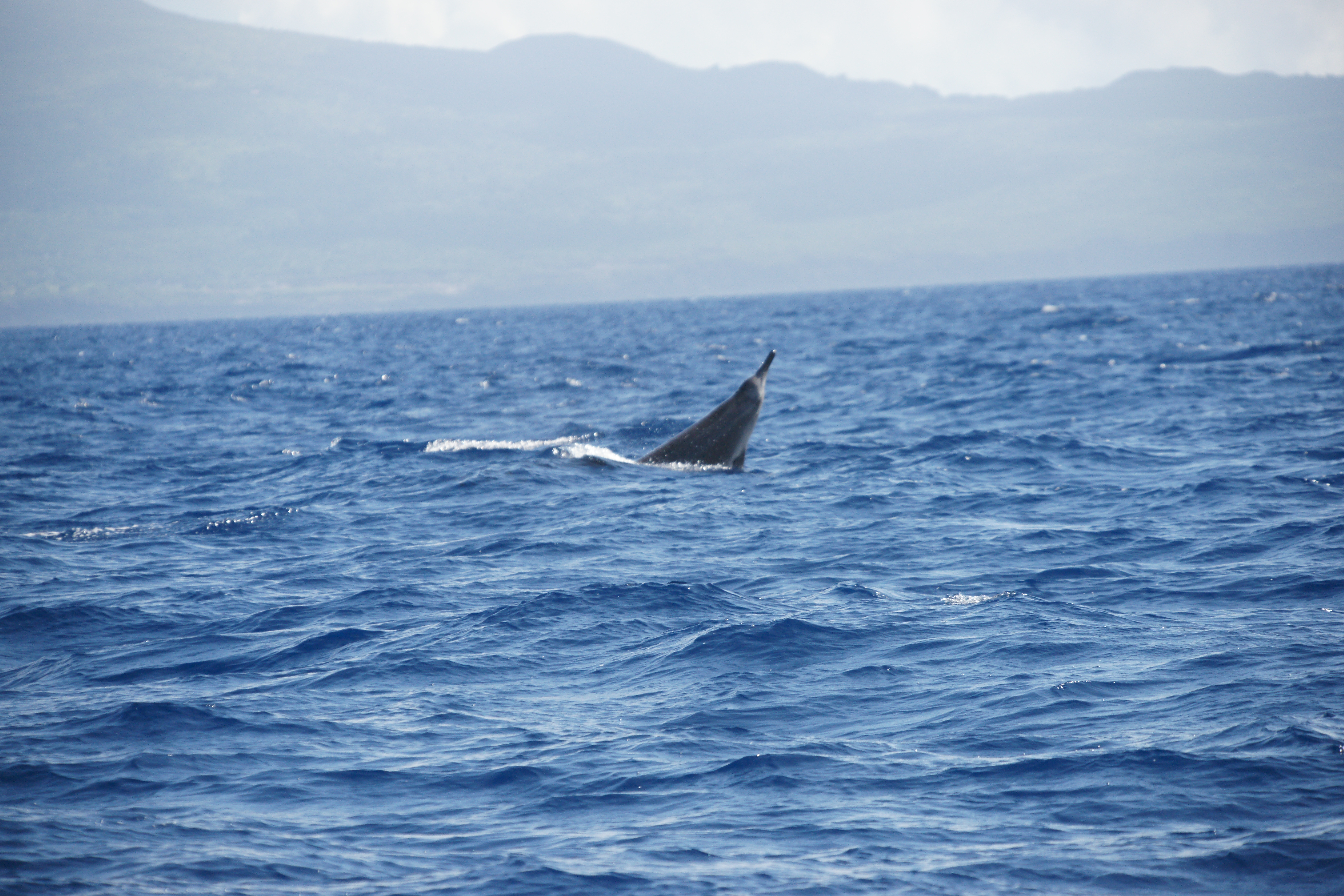
Mesoplodonte di Sowerby che effettua il breaching

I mesoplodonti di Sowerby sono creature elusive che si tengono alla larga dalle imbarcazioni e vengono avvistate raramente. Questi zifidi vivono occasionalmente in gruppi da 8 a 10 individui (maschi, femmine e piccoli) e sappiamo anche che si spiaggiano in massa. Si crede che si nutrano principalmente di calamari e molluschi, ma nei loro stomaci sono stati trovati anche naselli. Sono in grado di immergersi restando in apnea per 30 minuti.

## Conservazione
Questa specie è stata cacciata raramente dai norvegesi, ma questa pratica è stata abbandonata da lungo tempo. Ci sono state anche alcune morti provocate dall'intrappolamento nelle reti da pesca, ma è poco probabile che queste danneggino molto la specie.